# Danilo Cataldi
Danilo Cataldi (Rome, 6 augustus 1994) is een Italiaans voetballer die doorgaans als centrale middenvelder speelt. Hij stroomde in 2013 door vanuit de jeugdopleiding van SS Lazio.

## Clubcarrière
Cataldi komt uit de jeugdopleiding van SS Lazio. Tijdens het seizoen 2013/14 werd hij uitgeleend aan Crotone, op dat moment actief in de Serie B. Op 24 augustus 2013 debuteerde hij in de Serie B tegen Crotone. Op 8 februari 2014 maakte de middenvelder zijn eerste competitietreffer, tegen Pescara. Tijdens het seizoen 2013/14 maakte hij vier treffers in zesendertig competitiewedstrijden voor Crotone. In 2014 keerde hij terug bij SS Lazio. Op 14 januari 2015 debuteerde Cataldi in de Coppa Italia, tegen Torino. Vier dagen later debuteerde hij in de Serie A tegen SS Lazio. Gedurende het seizoen 2014/15 speelde Cataldi zestien wedstrijden in competitieverband voor Lazio, waarmee hij een aandeel had in het bewerkstelligen van de derde plaats.
In 2017 en 2018 werd Cataldi verhuurd aan achtereenvolgens Genoa en Benevento.
In het seizoen 2024/25 werd hij uitgeleend aan Fiorentina.

## Interlandcarrière
Cataldi maakte één doelpunt in twee wedstrijden voor Italië –20. In 2014 debuteerde hij in Italië –21. In 2015 nam hij met Italië –21 deel aan het Europees kampioenschap voor spelers onder 21 jaar in Tsjechië.

## Erelijst
| Coppa Italia | 1x | 2019 |
| Supercoppa   | 1x | 2019 |

1 Terracciano ·
2 Dodô ·
3 Biraghi  ·
4 Bove ·
5 Pongračić ·
6 Ranieri ·
7 Sottil ·
8 Mandragora ·
9 Beltrán ·
10 Guðmundsson ·
11 Ikoné ·
15 Comuzzo ·
17 Zaniolo ·
20 Kean ·
21 Gosens ·
22 Moreno ·
23 Colpani ·
24 Richardson ·
28 Martínez Quarta ·
29 Adli ·
30 Martinelli ·
32 Cataldi ·
33 Kayode ·
43 De Gea ·
53 Christensen ·
65 Parisi ·
99 Kouamé ·
Coach: Palladino
· Assistent-coach: Peluso